# FC Dinamo Kírov
El FC Dinamo Kirov (del ruso: ФК «Динамо» Киров) es un club de fútbol ruso de la ciudad de Kirov, fundado en 1923. El club disputa sus partidos como local en el estadio Rossiya y juega en la Segunda División de Rusia, el tercer nivel en el sistema de ligas ruso.

## Historia
El club fue fundado en 1923 como en Vyatka —nombre de la ciudad de Kírov entre 1780 y 1934— y jugó a nivel profesional en las temporadas 1937, 1957 y 1994, y desde 1999. El club alcanzó su nivel más alto en la Primera Liga Soviética y la Primera División de Rusia —la segunda división del fútbol soviético y ruso, respectivamente— donde jugó en 1957-1962, 1982, 1983 y 1992.
A lo largo de su historia el club ha sido denominado Dynamo Vyatka, Vyatka Kirov (1993-1996), Mashinostroitel Kirov (1997-1998) y Dynamo-Mashinostroitel Kirov (1999-2003).

## Jugadores
Actualizado el 4 de septiembre de 2012, según RFS (enlace roto disponible en Internet Archive; véase el historial, la primera versión y la última)..